# Kabinett Rama III
Das Kabinett Rama III bildet seit dem 18. September 2021 die Regierung von Albanien. Sie trat nach den Parlamentswahlen vom 25. April 2021 ins Amt, bei der die Partia Socialiste e Shqipërisë (PS) zum dritten Mal in Folge als Siegerin hervorging. Alle Ministerinnen und Minister gehören der sozialistischen Partei (PS) an. Am 14. September 2021 wurde das neue Kabinett von Edi Rama durch den Staatspräsidenten Ilir Meta dekretiert.

## Personelle Zusammensetzung

### Beginn
Das Kabinett besteht inklusive des Vorsitzenden aus 13 Ministern und vier Staatsministern, darunter sind zwölf Frauen.
Sieben Minister waren bereits Teil der Vorgängerregierung und haben ihr Ministerium behalten. Bledar Çuçi wechselte vom Landwirtschaftsministerium ins Innenministerium. Andere bedeutende Wechsel betreffen den Vize-Premier, das Finanz- und Wirtschaftsministerium, das Justizministerium, das Bildungsministerium und das Ministerin für Tourismus und Umwelt. Mirela Kumbaro und Milva Ekonomi hatten früher bereits Ministerämter inne. Delina Ibrahimaj, Ulsi Manja, Evis Kushi, Frida Krifca, Elisa Spiropali, Edona Bilali und Bora Muzhaqi übernahmen erstmals einen Ministerposten.
Arben Ahmetaj übernahm zusätzlich zur Rolle des Staatsministers für Wiederaufbau das Amt des Stellvertretenden Ministerpräsidenten. Den Staatsminister für Diaspora gibt es nicht mehr. Neu sind die Ämter der Staatsministerin für Jugend und Kinder und der Staatsministerin für Schutz des Unternehmertums.

### Änderungen
Ende Juli 2022, nach nicht ganz einem Jahr in Amt, wurde Arben Ahmetaj entlassen. Gegen ihn wurden später Korruptionsvorwürfe erhoben. Er wurde von Belinda Balluku ersetzt, die Funktion des Staatsministers für Wiederaufbau wurde nicht mehr besetzt. Zudem wurde Ende Juli 2022 Majlinda Dhuka als Staatsministerin in die Regierung aufgenommen. Sie ersetzte zudem den Botschafter Zef Mazi als Chefunterhändler für die Beitrittsverhandlungen mit der Europäischen Union.
Im Juli 2023 kam es ohne Nennung von Gründen zu einem Wechsel im Innenministerium: Taulant Balla ersetzte Bledar Çuçi.
Im September 2023 kam es zu großen Umbesetzungen mit fünf abtretenden Ministern und zwei, die neue Ministerien übernahmen. Ein Staatsministeramt wurde aufgelöst, ein neues geschaffen:
- Im Außenministerium übernahm Igli Hasani von Olta Xhaçka.
- Das Ministerium für Wirtschaft und Finanzen wird neu von Ervin Mete geleitet.
- Seine Vorgängerin Delina Ibrahimaj wird neu Staatsministerin für Schutz des Unternehmertums anstelle von Edona Bilali.
- Im Ministerium für Landwirtschaft und ländliche Entwicklung übernahm Anila Denaj anstelle von Frida Krifca.
- Ogerta Manastirliu wechselte vom Gesundheitsministerium ins Bildungsministerium anstelle von Evis Kushi.
- Zur neuen Ministerin für Gesundheit und sozialen Schutz wurde Albana Koçiu ernannt.
- Milva Ekonomi, Staatsministerin für Servicestandards, schied aus dem Kabinett aus; ihre Funktion wurde nicht ersetzt.
- Die neue Rolle eines Staatsministers für Lokalverwaltung übernahm Arbjan Mazniku.

Mehrere von der Reorganisation betroffene Ministerien und das Umfeld der Kabinettsmitglieder waren von Korruptionsvorwürfen betroffen. Im Januar 2024 wurde Adea Pirdeni als neue Staatsministerin für Korruptionsbekämpfung und öffentliche Verwaltung ernannt.

### Übersicht
| Amt | Amtsinhaber                     | Amtsinhaber           | Dauer                           |
| --- | ------------------------------- | --------------------- | ------------------------------- |
| Ministerpräsident Albaniens Kryeministri i Shqipërisë                                                                                    |                                 | Edi Rama              |                                 |
| Stellvertretender Ministerpräsident Albaniens Zëvendëskryeministri i Shqipërisë                                                          |                                 | Arben Ahmetaj         | September 2021 – Juli 2022      |
| Stellvertretender Ministerpräsident Albaniens Zëvendëskryeministri i Shqipërisë                                                          |                                 | Belinda Balluku       | seit Juli 2022                  |
| Ministerin für Infrastruktur und Energie Ministrja ieInfrastrukturës dhe Energjisë                                                       | seit September 2021             | Belinda Balluku       |                                 |
| Ministerin für Wirtschaft und Finanzen Ministrja e Financave dhe Ekonomisë                                                               |                                 | Delina Ibrahimaj      | September 2021 – September 2023 |
| Ministerin für Wirtschaft und Finanzen Ministrja e Financave dhe Ekonomisë                                                               |                                 | Ervin Mete            | seit 9. September 2023          |
| Innenminister Ministri i Punëve të Brendshme                                                                                             |                                 | Bledar Çuçi           | September 2021 – Juli 2023      |
| Innenminister Ministri i Punëve të Brendshme                                                                                             | Taulant Balla                   | Taulant Balla         | seit Juli 2023                  |
| Europa- und Außenministerin Ministri për Evropën dhe Punët e Jashtme                                                                     |                                 | Olta Xhaçka           | September 2021 – September 2023 |
| Europa- und Außenministerin Ministri për Evropën dhe Punët e Jashtme                                                                     |                                 | Igli Hasani           | seit 9. September 2023          |
| Verteidigungsminister Ministri e Mbrojtjes                                                                                               |                                 | Niko Peleshi          |                                 |
| Minister für Justiz Ministri i Drejtësisë                                                                                                |                                 | Ulsi Manja            |                                 |
| Ministerin für Landwirtschaft und ländliche Entwicklung Ministrja e Bujqësisë dhe Zhvillimit Rural                                       |                                 | Frida Krifca          | September 2021 – September 2023 |
| Ministerin für Landwirtschaft und ländliche Entwicklung Ministrja e Bujqësisë dhe Zhvillimit Rural                                       |                                 | Anila Denaj           | seit 9. September 2023          |
| Ministerin für Bildung und Sport Ministrja e Arsimit dhe Sportit                                                                         |                                 | Evis Kushi            | September 2021 – September 2023 |
| Ministerin für Bildung und Sport Ministrja e Arsimit dhe Sportit                                                                         |                                 | Ogerta Manastirliu    | seit 9. September 2023          |
| Ministerin für Gesundheit und sozialen Schutz Ministrja i Shëndetësisë dhe Mbrojtjes Sociale                                             | September 2021 – September 2023 | Ogerta Manastirliu    |                                 |
| Ministerin für Gesundheit und sozialen Schutz Ministrja i Shëndetësisë dhe Mbrojtjes Sociale                                             |                                 | Albana Koçiu          | seit 9. September 2023          |
| Kulturministerin Ministrja e Kulturës |                                 | Elva Margariti        |                                 |
| Ministerin für Tourismus und Umwelt Ministrja e Turizmit dhe Mjedisit                                                                    |                                 | Mirela Kumbaro Furxhi |                                 |
| Staatsminister für Wiederaufbau und Reformprogramm Ministri i Shtetit për Rindërtimin dhe Programin e Reformave                          |                                 | Arben Ahmetaj         | September 2021 – Juli 2022      |
| Staatsministerin für Beziehungen zum Parlament Ministrja e Shtetit për Marrëdhëniet me Parlamentin                                       |                                 | Elisa Spiropali       |                                 |
| Staatsministerin für Schutz des Unternehmertums Ministrja e Shtetit për Mbrojtjen e Sipërmarrjes                                         |                                 | Edona Bilali          | September 2021 – September 2023 |
| Staatsministerin für Schutz des Unternehmertums Ministrja e Shtetit për Mbrojtjen e Sipërmarrjes                                         |                                 | Delina Ibrahimaj      | seit 9. September 2023          |
| Staatsministerin für Jugend und Kinder Ministrja e Shtetit për Rininë dhe Fëmijët                                                        |                                 | Bora Muzhaqi          |                                 |
| Staatsministerin für Servicestandards Ministrja e Shtetit për Standardet e Shërbimeve                                                    |                                 | Milva Ekonomi         | September 2021 – September 2023 |
| Staatsminister für Lokalverwaltung Ministri i Shtetit për Pushtetin Vendor                                                               |                                 | Arbjan Mazniku        | seit 9. September 2023          |
| Staatsministerin und Chef-Unterhändlerin Ministër Shteti dhe Kryenegociator                                                              |                                 | Majlinda Dhuka        | seit Juli 2022                  |
| Staatsministerin für öffentliche Verwaltung und Korruptionsbekämpfung Ministrja e Shtetit për Administratën Publike dhe Antikorrupsionin | Adea Pirdeni                    | Adea Pirdeni          | seit 15. Januar 2024            |